# Municipio de Spring Hill (Minnesota)
El municipio de Spring Hill (en inglés: Spring Hill Township) es un municipio ubicado en el condado de Stearns en el estado estadounidense de Minnesota. En el año 2010 tenía una población de 368 habitantes y una densidad poblacional de 4,07 personas por km².

## Geografía
El municipio de Spring Hill se encuentra ubicado en las coordenadas 45°32′33″N 94°49′16″O / 45.54250, -94.82111. Según la Oficina del Censo de los Estados Unidos, el municipio tiene una superficie total de 90.49 km², de la cual 90,48 km² corresponden a tierra firme y (0,01 %) 0,01 km² es agua.

## Demografía
Según el censo de 2010, había 368 personas residiendo en el municipio de Spring Hill. La densidad de población era de 4,07 hab./km². De los 368 habitantes, el municipio de Spring Hill estaba compuesto por el 99,73 % blancos, el 0,27 % eran asiáticos. Del total de la población el 1,36 % eran hispanos o latinos de cualquier raza.